# Fil·lodòcides

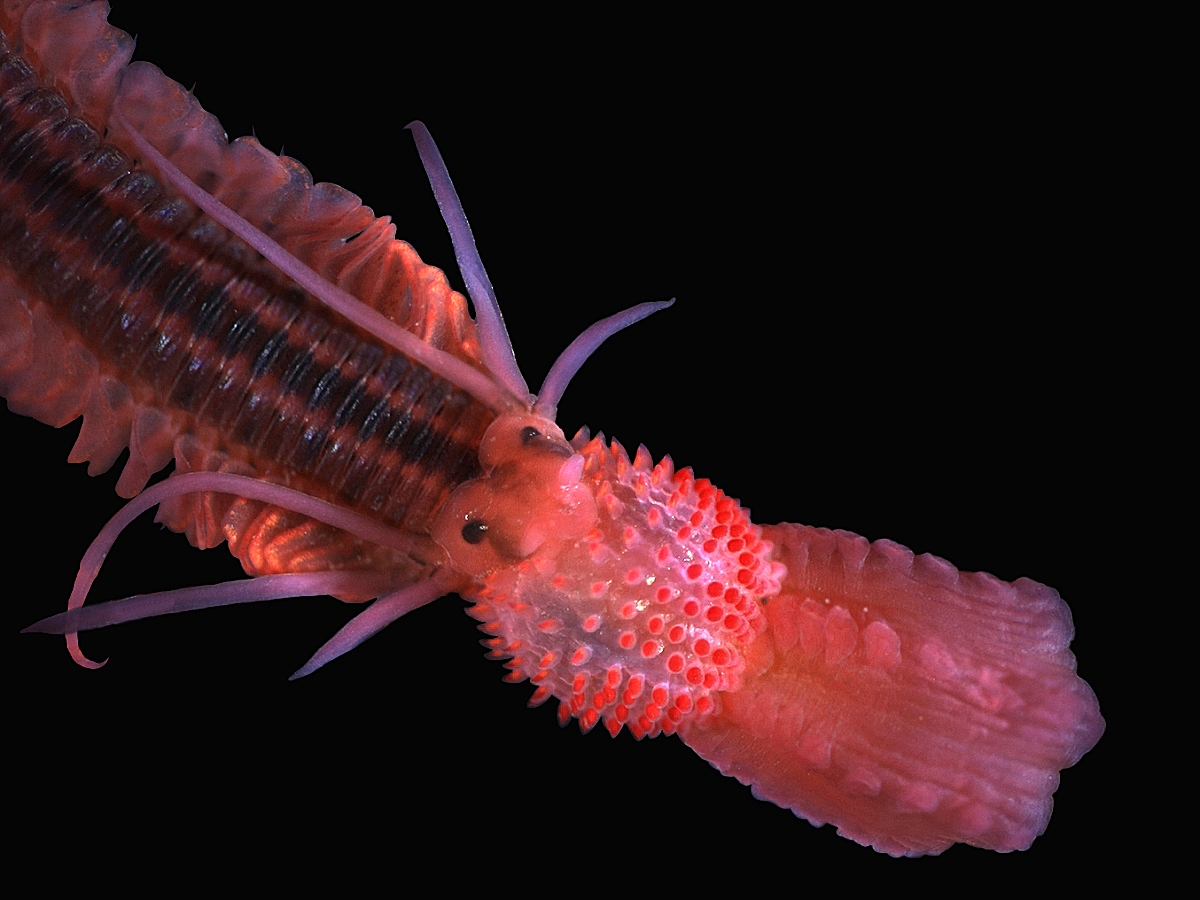
Phyllodoce lineata (fam. Phyllodocidae), mostrant la probòscide evertible.

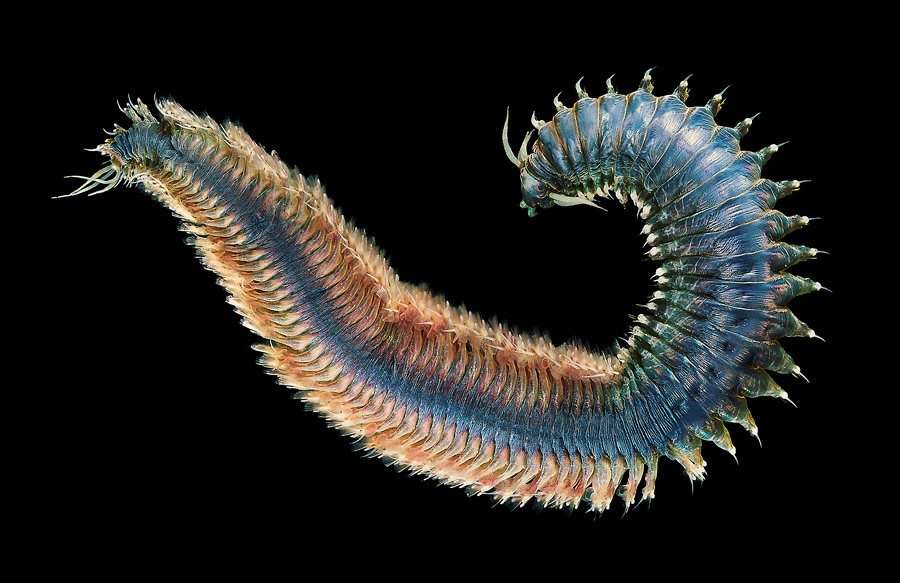
Nereis pelagica.

Els fil·lodòcides (Phyllodocida) són un ordre d'anèl·lids poliquets de la subclasse Errantia. La majoria son marins i a vegades d'aigua salobre, i són bentònics actius que es mouen sobre la superfície o s'enterren en els sediments, o bé viuen en esquerdes de les roques. Alguns fabriquen tubs en els que viuen i altres són pelàgics i neden a la columna de agua.

## Característiques
Els fil·lodòcides mesuren des d'uns pocs mil·límetres fins a més d'un metre. Cada segment té un parell de parapodis en forma de paleta. El prostomi generalment té un o dos parells d'ulls, un parell d'antenes dorsals, un parell de palps sensorials ventrals i un parell d'òrgans al coll. El peristomi és un anell sovint ocult dorsalment pel prostomi en el primer segment. Hi ha una trompa muscular amb un o més parells de mandíbules. Els següents segments tendeixen a ser diferents dels que estan més enrere ja que tenen cirrus (apèndixs fins) dorsals i ventrals engrandits i lòbuls parapodials, a més de quetes reduïdes. Algunes espècies tenen apèndixs amb funcions especialitzades, però la majoria tenen molts segments que són similars entre si, però que varien en grandària i forma al llarg del cos.

## Taxonomia
L'ordre inclou 4.665 espècies repartides en quatre subordres i 21 famílies:
Subordre Aphroditiformia
- Família Acoetidae Kinberg, 1856
- Família Aphroditidae Malmgren, 1867
- Família Eulepethidae Chamberlin, 1919
- Família Iphionidae Kinberg, 1856
- Família Pholoidae Kinberg, 1858
- Família Polynoidae Kinberg, 1856
- Família Sigalionidae Kinberg, 1856

Subordre Glyceriformia
- Família Glyceridae Grube, 1850
- Família Goniadidae Kinberg, 1866
- Família Lacydoniidae Bergström, 1914
- Família Paralacydoniidae Pettibone, 1963

Subordre Nereidiformia
- Família Antonbruunidae Fauchald, 1977
- Família Chrysopetalidae Ehlers, 1864
- Família Hesionidae Grube, 1850
- Família Microphthalmidae Hartmann-Schröder, 1971
- Família Nereididae Blainville, 1818
- Família Pilargidae Saint-Joseph, 1899
- Família Syllidae Grube, 1850

Subordre Phyllodociformia
- Família Lopadorrhynchidae Claparède, 1870
- Família Phyllodocidae Örsted, 1843
- Família Pontodoridae Bergström, 1914